# Ładyżyn
Ładyżyn (ukr. Ладижин) – miasto na Ukrainie w obwodzie winnickim przy ujściu Sielnicy do Bohu.
Miasto historycznie położone na Podolu znane jest głównie za sprawą bitwy pod Ładyżynem z 1672 roku.

## Historia

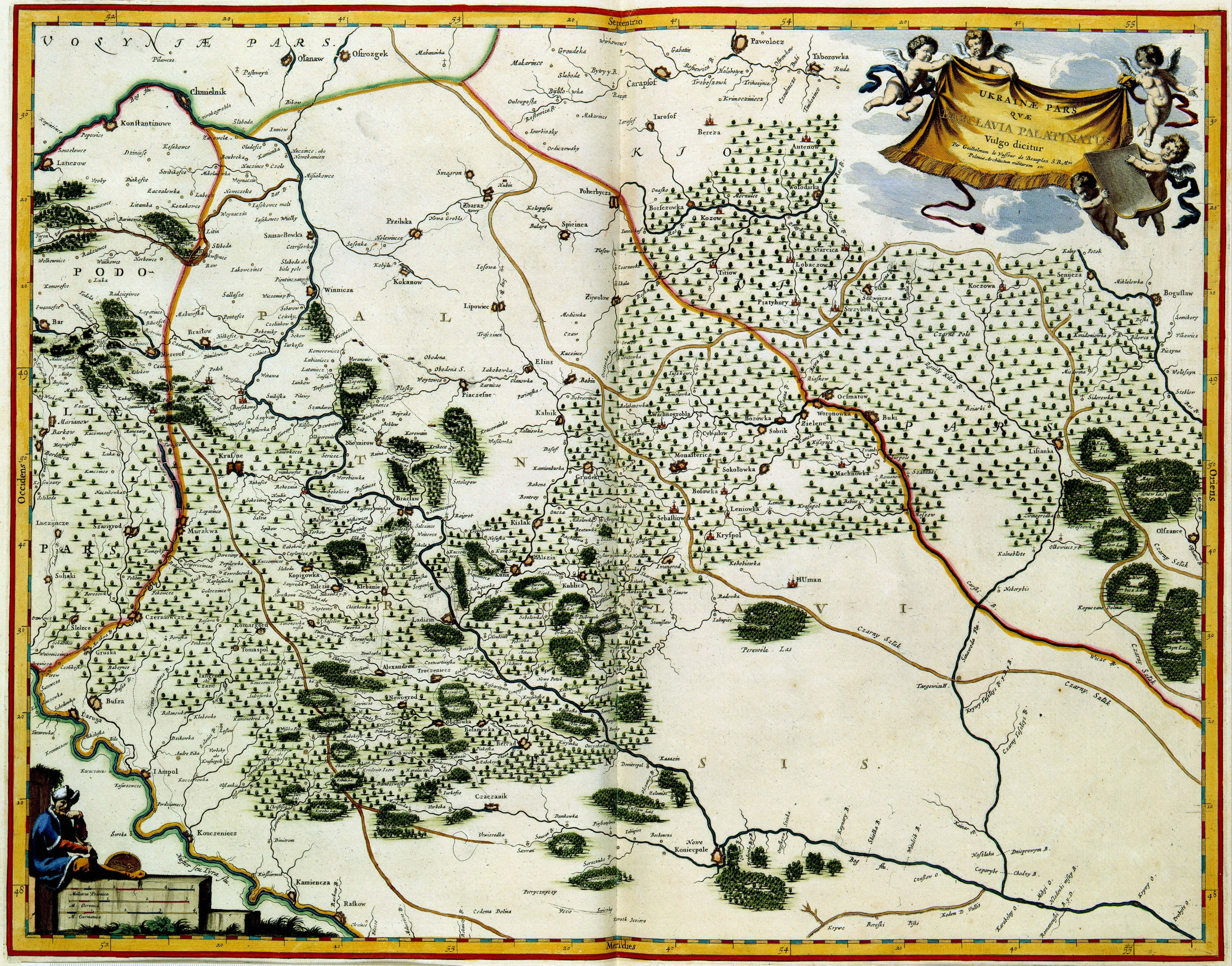
Mapa województwa bracławskiego z 1648 r. z zaznaczonym Ładyżynem pod nazwą Ladizin

Miejscowość założona w XIV wieku (pierwsze wzmianki z roku 1362). Od 1566 Ładyżyn leżał w województwie bracławskim Wielkiego Księstwa Litewskiego. W 1569 włączony do Korony Królestwa Polskiego, w której granicach pozostawał do 1793 (z przerwą na panowanie osmańskie w latach 1672-1699). W 1627 roku miasto prywatne należało do kasztelana krakowskiego Jerzego Zbaraskiego. 18 lipca 1672 Polacy stoczyli tu zwycięską bitwę z Turkami. Prywatne miasto szlacheckie położone w województwie bracławskim było w 1789 roku własnością Seweryna Potockiego.
Po II rozbiorze Polski wraz z większością Podola znalazł się w zaborze rosyjskim. Pod zaborami siedziba gminy Ładyżyn w powiecie hajsyńskim guberni podolskiej.
Ładyżyn był rozpatrywany jako jedna z potencjalnych lokalizacji pierwszej elektrowni jądrowej w Ukraińskiej SRR, ze względu na warunki hydrologiczne (dostęp do dużej ilości wody z Sielnicy i Bohu) oraz geograficzne (możliwość zbudowania dużego zbiornika wody chłodzącej na nieużytkach rolnych), ostatecznie jednak zdecydowano się na położony na Polesiu Czarnobyl.
Miasto od 1973 roku.
W 1989 liczyło 19 708 mieszkańców.
W grudniu 1990 r. zaczęto drukować gazetę.
W 2013 liczyło 22 961 mieszkańców.
W mieście istniał zamek.
W pobliżu wieś Czetwertynówka z polem bitwy pod Batohem.

## Miasta partnerskie
- Koło  Polska

## Urodzeni w Ładyżynie
- Feliks Sobański – polski ziemianin i filantrop

## Galeria

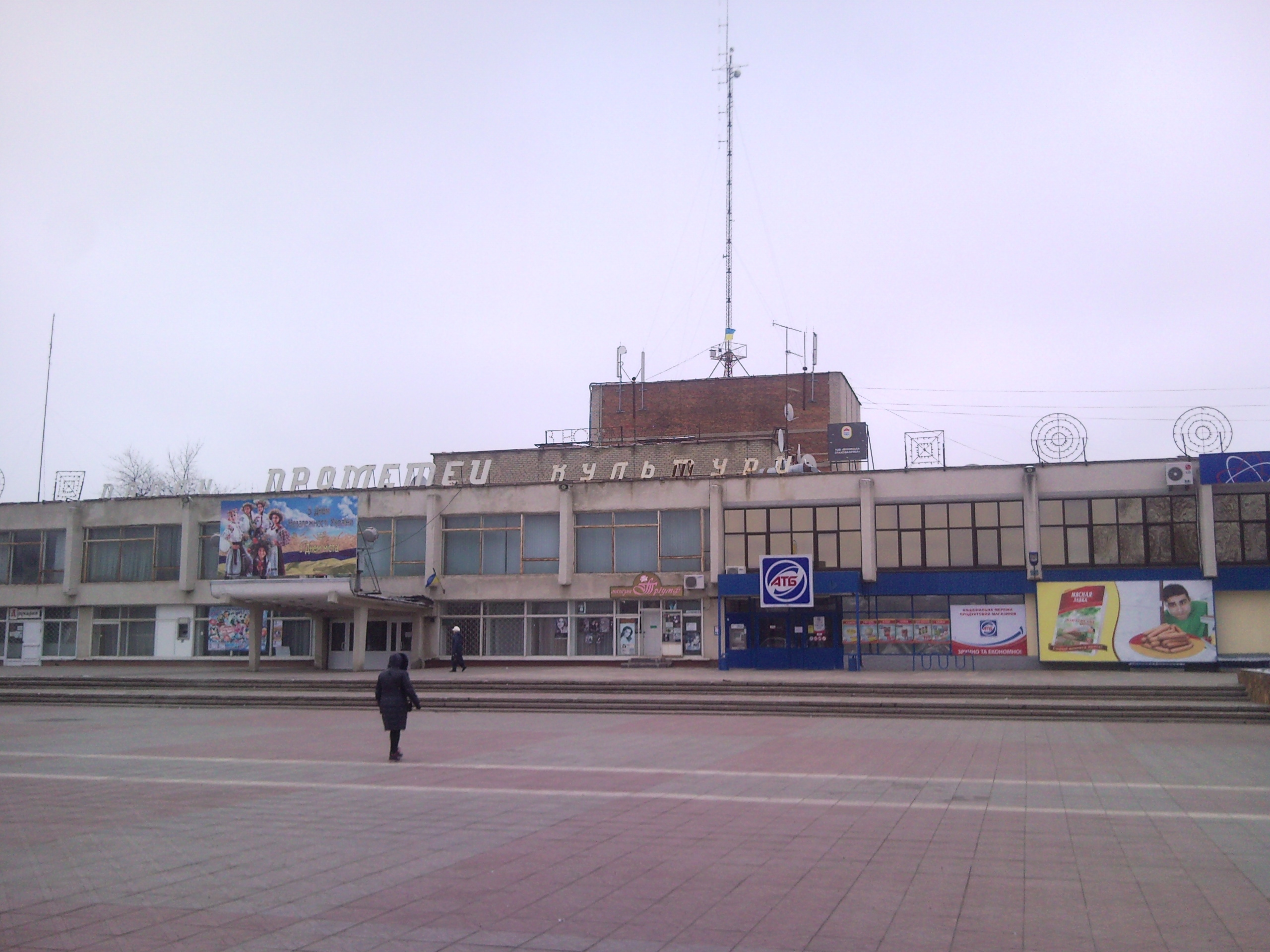
Centrum miasta
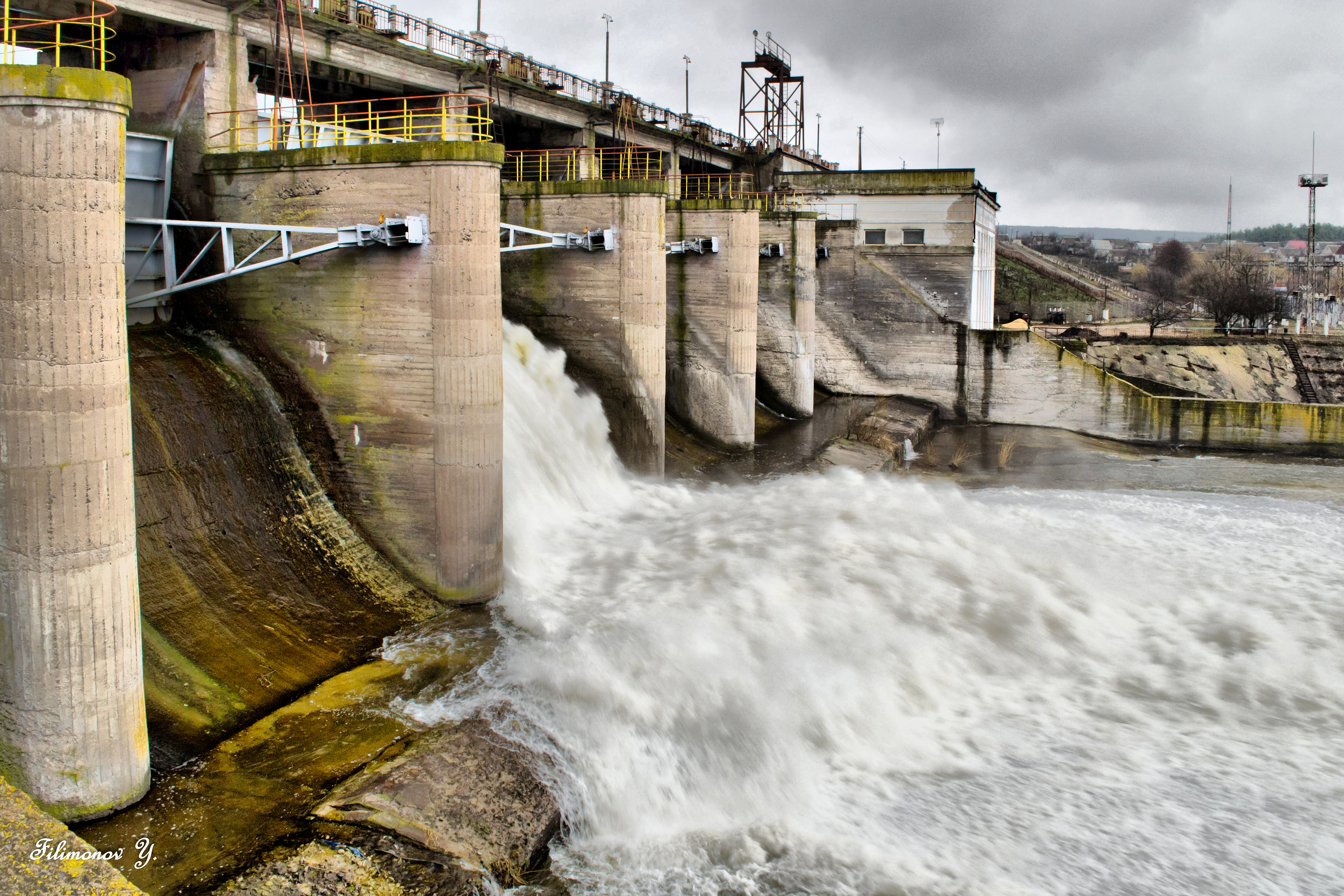
Zapora wodna na Bohu
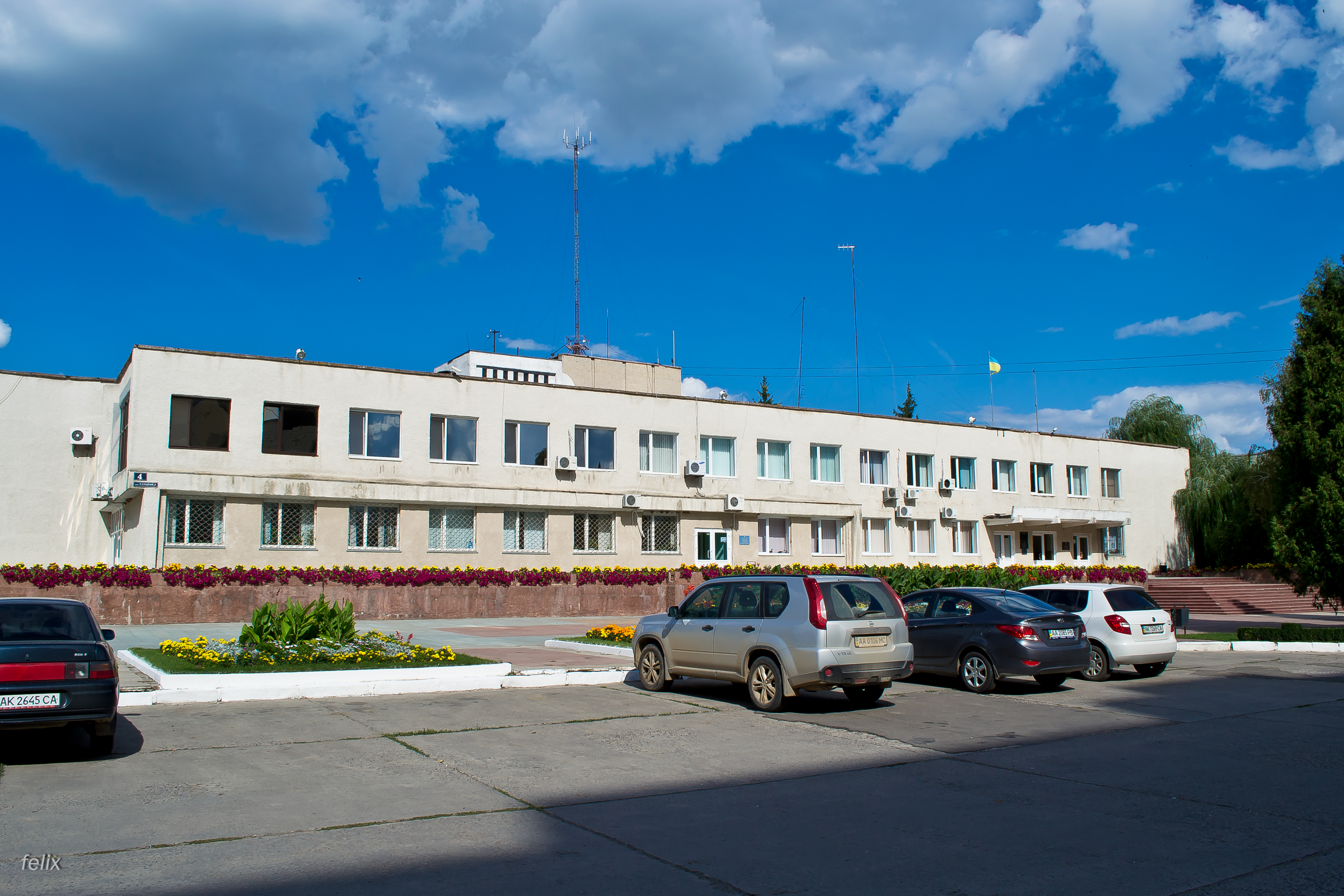
Współczesny ratusz